# Tears Getting Sober
Chansons représentant la Bulgarie au Concours Eurovision de la chanson
Bones
(2018) Growing Up is Getting Old
(2021)
Tears Getting Sober est une chanson de la chanteuse bulgare Victoria sortie le 7 mars 2020 en téléchargement numérique. La chanson aurait dû représenter la Bulgarie au Concours Eurovision de la chanson 2020, à Rotterdam, aux Pays-Bas.

## À l’Eurovision
Tears Getting Sober devait représenter la Bulgarie au Concours Eurovision de la chanson 2020 après avoir sélectionnée en interne par le diffuseur bulgare BNT. Elle est présentée au public le 7 mars 2020.
La chanson aurait dû être interprétée en dix-septième position de l'ordre de passage de la deuxième demi-finale, le 14 mai 2020. Cependant, le 18 mars 2020, l'annulation du Concours en raison de la pandémie de Covid-19 est annoncée.

## Classements
| Classements (2020) | Meilleure position |
| ------------------ | ------------------ |
| Bulgarie (PROPHON) | 2                  |